# Le Rêve (Marc)
Pour les articles homonymes, voir Le Rêve.
Le Rêve – en allemand Der Traum – est un tableau réalisé par le peintre allemand Franz Marc en 1912 à Sindelsdorf, en Bavière. De format horizontal, cette huile sur toile représente une femme nue assise en tailleur dans un paysage où se trouvent aussi un lion, une maison et quatre chevaux. La tête inclinée, la figure centrale pourrait être endormie, le reste de la composition montrant alors son rêve. Échangée par l'artiste avec Vassily Kandinsky contre son Improvisation XII, ou Cavalier, l'œuvre est désormais conservée au musée Thyssen-Bornemisza, à Madrid, en Espagne.

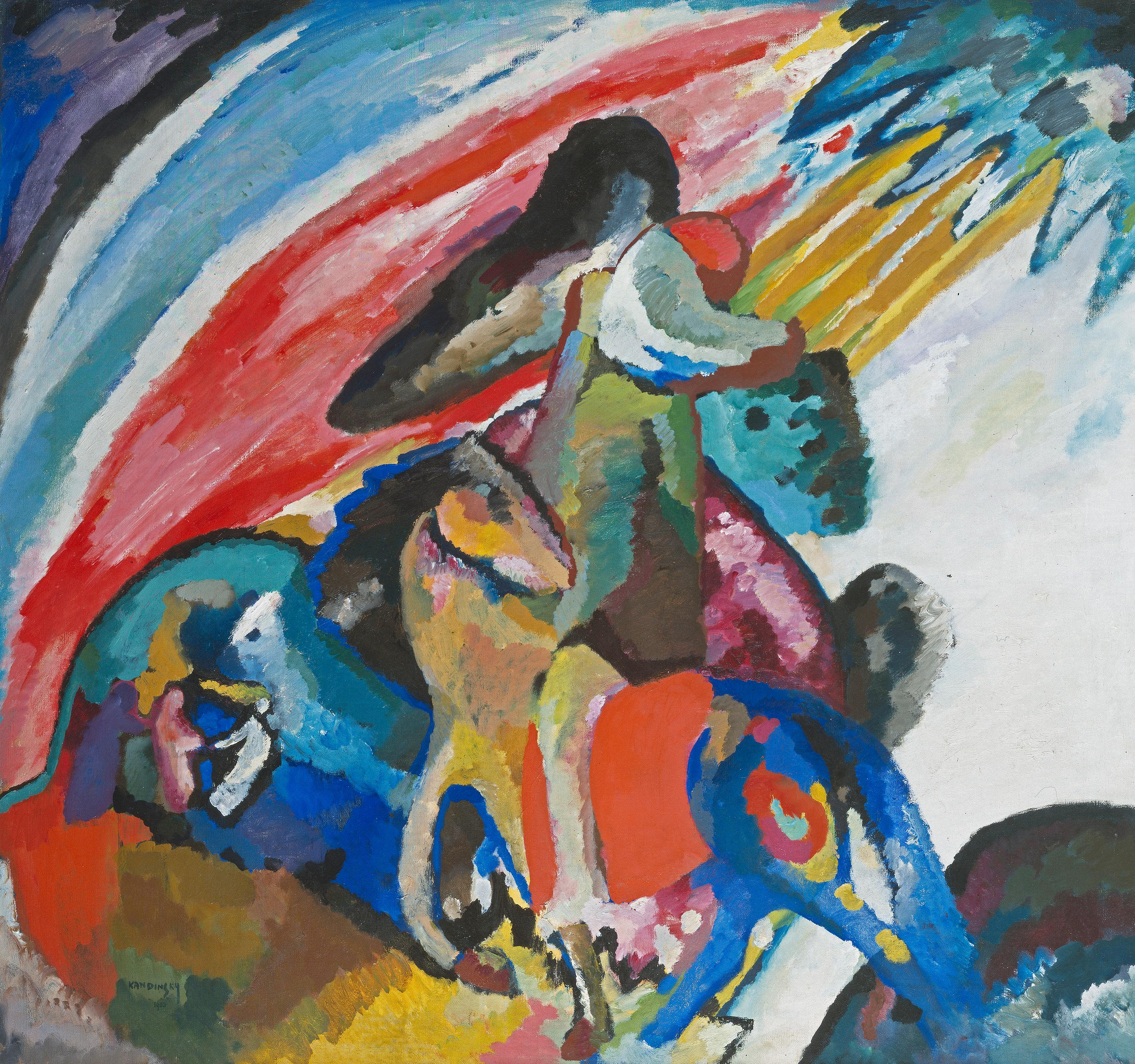
Vassily Kandinsky , Improvisation XII, 1910 – Pinakothek der Moderne, Munich.